# Stonesiella
Stonesiella là một chi thực vật có hoa thuộc họ Fabaceae. Nó thuộc phân họ Faboideae.

## Danh sách loài
- Stonesiella selaginoides